# Vera Nemtchinova

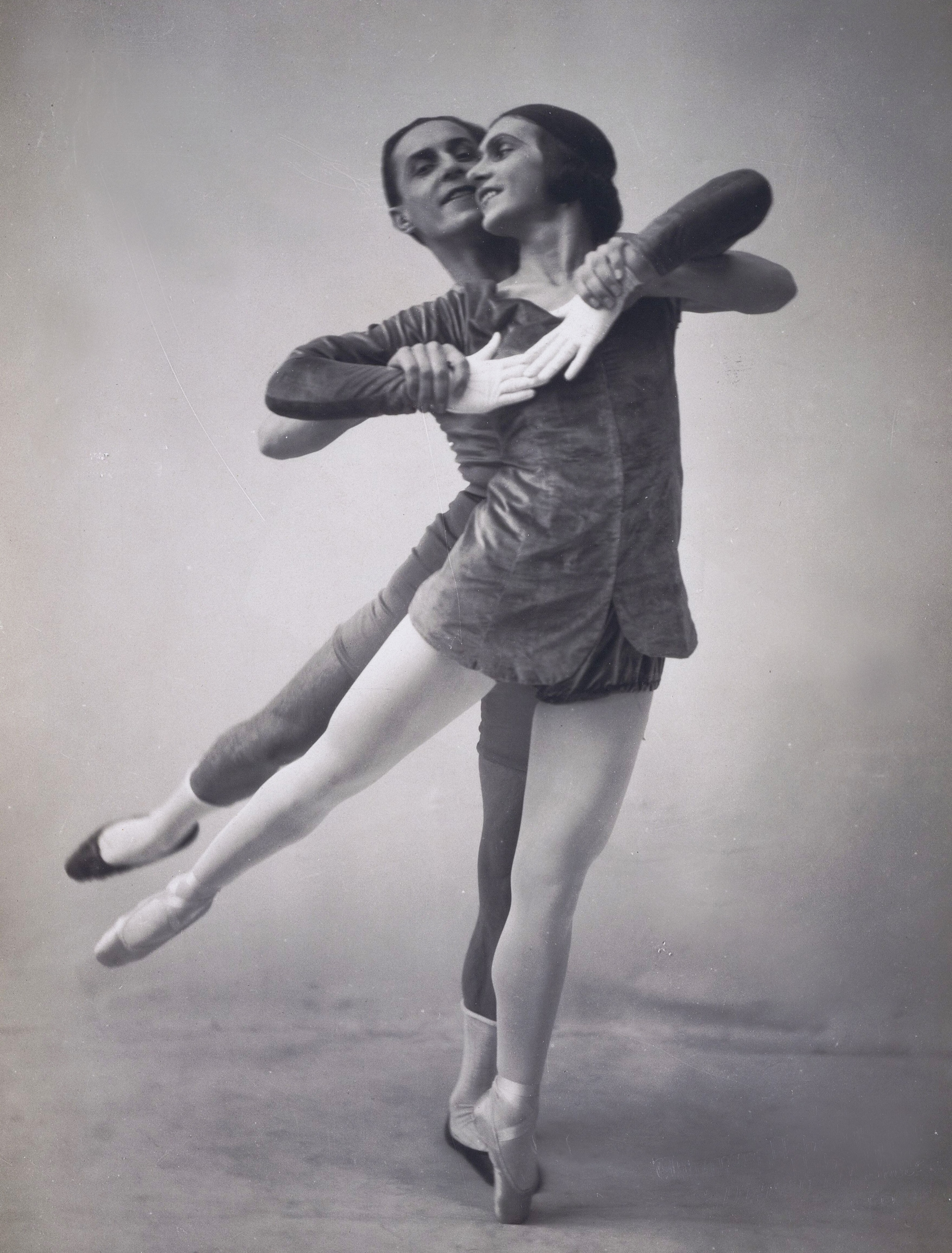
Vera Nemchinova et Anatole Vilzak, Les Biches, Théâtre de Monte-Carlo, 1924

Vera Nikolaïevna Nemchinova ou Nemtchinova en russe : Ве́ра Никола́евна Немчи́нова, née le 26 [14 calendrier julien] août 1899 à Moscou et morte le 22 juillet 1984 à New York, est une danseuse de ballet russe.

## Biographie
A l'âge de 10 ans, elle commence à étudier avec Lidia Nelidova du Ballet du Bolchoï. Elle étudie brièvement avec Elizabeth Anderson-Ivantzova (d) . À partir de 1915, elle vit à l'étranger. La même année, Nemchinova rencontre Serge Grigoriev, qui l'engage dans la troupe des Ballets russes de Sergueï Diaghilev.
Elle débute avec la Mazurka et le Pas de Deux avec Alexandre Gavrilov, dans Les Sylphides en 1916. En 1919, Léonide Massine et Grigoriev donne à Vera Nemtchinova le rôle de Lydia Lopokova dans La Boutique fantasque. Ce qui lance sa carrière.
Elle crée le rôle travesti du page ou de la garçonne dans Les Biches de Bronislava Nijinska, le 6 janvier 1924,. Elle devient danseuse étoile la même année.
Nemtchinova et Diaghilev se disputent sur le costume d'une fille en bleu dans Les Biches. Diaghilev voyant  comment Nemtchinova porte une veste bleue, qui était à l'origine beaucoup plus longue, ordonne à Grigoriev de lui apporter des ciseaux, il commence à redessiner le costume de ses propres mains. Il coupe le col, faisant une coupe profonde, puis raccourci la jupe jusqu'aux hanches. Lorsque Nemchinova se plaint de se sentir nue, il déclare calmement : « Alors va t'acheter une paire de gants blancs ». Ainsi, les gants deviennent une partie de la chorégraphie. Nemchinova déclare plus tard que Diaghilev ne voulait pas non plus qu'elle porte une coiffure.
Elle crée les rôles principaux dans Les Tentations de la bergère (1924), Les Matelots (1925).
En 1926, elle quitte les Ballets russes de Sergueï Diaghilev en raison de sa rivalité avec Alice Nikitina. Après avoir quitté les Ballets russes, elle crée en 1927 sa propre compagnie, avec Anton Dolin et Anatoly Obukhov, engageant George Balanchine et d'autres chorégraphes.
Elle se produit au Théâtre des Champs Elysées en 1928 et fait une tournée en Europe jusqu'à ce que Dolin quitte la compagnie pour retourner aux Ballets russes. Avant de partir, Dolin chorégraphié Rhapsody in Blue pour Nemchinova. Diaghilev n'aime pas cette musique, il est hostile au jazz et le considère comme inadaptée au ballet.
Par la suite, Nemchinova se produit avec Leonide Massine, George Balanchine et d'autres danseurs. Elle danse dans Giselle, Le Lac des cygnes, Coppelia, Pulcinella,.... Elle est reconnue pour sa supériorité technique dans l'exécution des fouettés ; Anton Dolin insiste pour qu'elle les ajoute au troisième acte du Lac des cygnes après le pas de deux du cygne blanc. Nemchinova a toujours cru que cet insert éclipsait le ballet, mais son talent artistique général compense les dommages causés à la chorégraphie de Lev Ivanov.
En 1929-1930, elle fonde avec Nicolas Sverev le Ballet russe de Vera Nemchinova. Elle est une artiste recherchée, dansant lors de concerts et de bals, notamment : en 1930 au bal traditionnel de la Fédération des Fourreurs Français à l'Opéra de Paris ; en 1931 à un bal de charité de l'Union des Pages ; en 1934 à un concert de gala à la mémoire d'Anna Pavlova ; en 1936, lors de la soirée Pouchkine à la salle Pleyel.
Vera Nemtchinova et Anatole Oboukhoff fondent le ballet lituanien ; elle est danseuse étoile du Théâtre d'État de Kaunas, en Lituanie (1931-1935)  soliste de la troupe du Ballet russe de Monte-Carlo (depuis 1936), elle danse dans des productions des Ballets russes du colonel de Basil (1939), participe à des représentations à l'exposition parisienne des Ballets russes de Diaghilev.
En 1940, fuyant la guerre, elle s'installe à New York avec son mari, le danseur Anatole Oboukhoff, qui excelle dans le ballet classique. Ils enseignent à la School of American Ballet. Nemchinova est artiste invité de l'American Ballet Theatre (1943) et du San Francisco Ballet (1946).
En 1947, elle se tourne vers l'enseignement de la danse à la School of Ballet de New York. En 1962, elle ouvre sa propre école de ballet classique. Nemchinova continue à  pratiquer la danse privée jusqu'à sa mort . Parmi ses élèves célèbres figure la ballerine lithuanienne Marija Juozapaitytė.

## Répertoire
- Carnaval, musique de Robert Schumann- Colombine
- La Boutique fantasque, chorégraphie de Léonide Massine, musique de Rossini, première fois à l'Alhambra Theatre de Londres le 5 juin 1919[3],[7].
- Le Prince Igor - une jeune fille polovtsienne, 1920.
- Les Contes russes, chorégraphie de Léonide Massine - La Fille des neiges, 1920.
- Pulcinella,, musique de Stravinsky, première le 15 mai 1920, à l'Opéra de Paris - Rosetta[8].
- Variation de la princesse Aurore, d'après la chorégraphie de Marius Petipa, chorégraphie supplémentaire de Bronislava Nijinska sur le troisième acte de La Belle au bois dormant, musique de Tchaïkovski,  première le 2 novembre 1921 à l'Alhambra Theatre de Londres - la Fée des œillets[3],[9]
- Les Tentations de la Bergère, musique de Michel Pignolet de Montéclair
- Coppélia, musique de Léo Delibes
- Les Biches, chorégraphie de Bronislava Nijinska, musique de Francis Poulenc, première le 6 janvier 1924 au Théâtre de Monte-Carlo.
- Le Spectre de la rose, chorégraphie de Michel Fokine, musique de Carl Maria von Weber.
- Le Hulla, musique de Marcel Samuel-Rousseau, première le 12 février 1925, à l'Opéra de Monte-Carlo[10].
- Les Matelots musique de Georges Auric, chorégraphie de Léonide Massine, première à Paris le 17 juin 1925[2].
- Le Lac des Cygnes musique de Tchaïkovski - Odette-Odile, 1925, à l'Opéra de Monte-Carlo
- Les Noces d'Aurore, basé sur le troisième acte de La Belle au bois dormant - Aurore, 1925[3]
- Cimarosiana, chorégraphie de Léonide Massine ; musique de Domenico Cimarosa , 1926
- Aubade, musique de Francis Poulenc, première 21 janvier 1930, théâtre des Champs-Elysées[11].
- Giselle musique d'Adolphe Adam - Giselle, en 1935[12].

## Vie privée
Elle se marie d'abord avec Nicolas Sverev, avec qui elle danse dans la troupe des Ballets russes, puis avec Anatole Oboukhoff (1896-1962), de la troupe du ballet Mariinsky.